# Vương Thực Phủ
Vương Thực Phủ (王實甫, ?-?), tên thực là Đức Tín (徳信) là nhà viết kịch Trung Quốc đời nhà Nguyên, không rõ năm sinh năm mất chỉ biết ông thọ đến khoảng 60 tuổi. Là nhà văn nổi tiếng đương thời, Vương Thực Phủ được biết đến nhiều nhất như một kịch tác gia với 40 vở tạp kịch đã sáng tác, tuy đến ngày nay chỉ còn nguyên vẹn 3 vở.

## Tiểu sử
Vương Thực Phủ là người Đại Đô, nay là thành phố Bắc Kinh, đã từng ra làm quan sau đó cáo quan về nhà, "có của mọn đủ chi dùng, có vườn rừng để rong chơi".
Là một văn sĩ tài hoa đương thời, như lời nhận xét của Giả Trọng Minh đời nhà Minh trong bài Lăng Ba tiên khúc (Khúc nhạc vũ của tiên nữ ở Lăng Ba): "làm từ chương, phong vận đẹp, trong sĩ lâm ai cũng bái phục", thời kỳ hoạt động sáng tác chủ yếu của Vương Thực Phủ nằm trong khoảng những năm Đại đức (1297-1307) đời Nguyên Thành Tông (1295-1307).

## Tác phẩm
Vương Thực Phủ sáng tác khoảng 40 vở kịch nhưng hiện nay chỉ còn nguyên vẹn 3 vở:
1. Vở Thôi Oanh Oanh đãi nguyệt Tây sương ký (崔鶯鶯待月西廂記, ghi chép về truyện Thôi Oanh Oanh chờ trăng dưới mái Tây), còn gọi là Tây sương ký, miêu tả cuộc tình duyên vượt qua môn đăng hộ đối, cha mẹ đặt đâu con ngồi đấy của Thôi Oanh Oanh và Trương Quân Thụy.
2. Vở Lã Mông Chính phong tuyết phá dao ký (呂蒙正風雪破謡記, Ghi chép về truyện Lã Mông Chính đến ở nhà hoang trong cảnh gió tuyết), còn gọi là Phá dao ký, miêu tả cảnh Lã Mông Chính đời Tống gặp vận may làm nên sự nghiệp và cuộc sống gia đình của ông với Lưu Nguyệt Nga về sau. Cùng nội dung ca ngợi tinh thần đấu tranh của tầng lớp thanh niên chống lại môn đăng hộ đối phong kiến trong hôn nhân, vở kịch có một số cảnh khá cảm động, ngôn từ mới mẻ, tự nhiên và được quần chúng yêu thích tới tận ngày nay[1].
3. Vở Tứ đại vương ca vũ Lệ Xuân đường (四大王歌舞麗春堂, Bốn đại vương ca múa ở nhà Lệ Xuân), còn gọi là vở Lệ Xuân đường tả chuyện xâu xé tranh giành lén lút hoặc công khai giữa đám quan lại cao cấp trong triều đình nhà Kim.

Ngoài 3 vở kịch nói trên, hiện nay ở Trung Quốc còn 2 vở kịch khác không nguyên vẹn của Vương Thực Phủ là vở Tô Tiểu Khanh nguyệt dạ phiến trà thuyền (穌小卿月夜販茶船, Tô Tiểu Khanh trên con thuyền buôn chè trong đêm trăng) và vở Hàn Thái Vân ti trúc Phù Dung đình (韓采雲絲竹芙蓉亭, Khúc nhạc của Hàn Thái Vân ở đình Phù Dung). Bên cạnh đó, Vương Thực Phủ cũng để lại đến nay một số rất ít tản khúc.

## Bản dịch tiếng Việt
Vở kịch Tây sương ký được Nhượng Tống dịch ra tiếng Việt rất thành công, nhan đề Mái Tây, nhà xuất bản Tân Việt xuất bản lần đầu năm 1943, được tái bản nhiều lần, lần mới nhất do nhà xuất bản Lao động, năm 2011.